# 커터 (범선)

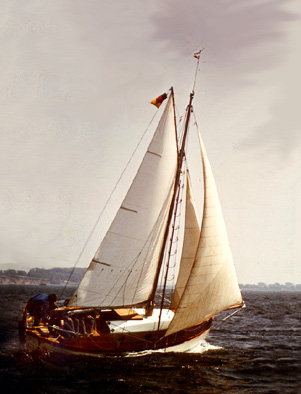
커터 범선을 묘사한 그림

커터 범장도

커터(영어: cutter)는 범선의 종류 가운데 하나이다. 돛대 앞뒤에 비교적 크기가 큰 세로돛을 달고 바우스프릿(bowsprit)에는 1개 또는 2개의 앞돛을 단다. 슬루프에 비해 돛대가 범선 뒷부분과 가까운 지점에 위치한다.
항해용, 군사용으로 널리 사용된다. 소형 커터는 주로 항해용으로 사용되며 중형 커터는 주로 해군에서 경비정, 순시선으로 사용된다.

## 같이 보기
- 클리퍼